# Serie animate televisive degli anni 2000
Questa è la lista delle serie animate televisive trasmesse sulle reti televisive di tutto il mondo dal 2000 al 2009. La lista per comodità è stata suddivisa per singoli anni data l'eccessiva lunghezza. Questa lista include anche le serie di cortometraggi come The Bugs Bunny Show.
| Anni                                          |
| --------------------------------------------- |
| Lista delle serie animate televisive del 2000 |
| Lista delle serie animate televisive del 2001 |
| Lista delle serie animate televisive del 2002 |
| Lista delle serie animate televisive del 2003 |
| Lista delle serie animate televisive del 2004 |
| Lista delle serie animate televisive del 2005 |
| Lista delle serie animate televisive del 2006 |
| Lista delle serie animate televisive del 2007 |
| Lista delle serie animate televisive del 2008 |
| Lista delle serie animate televisive del 2009 |